# Joshua (film 2002)
Joshua – film dramatyczny z 2002 roku kręcony w Chicago, Los Angeles oraz w Rzymie.

## Obsada
- Tony Goldwyn jako Joshua
- Jordan Allen jako Michael Reed
- Giancarlo Giannini jako papież
- Kurt Fuller jako ojciec Pat Hayes
- Colleen Camp jako Joan Casey
- F. Murray Abraham jako ojciec Tardone
- Stacy Edwards jako Maggie

i inni.

## Dobór obsady
Pierwotnie rolę Joshui miał zagrać Christopher Lambert.